# Symbrenthia pseudosinica
Symbrenthia pseudosinica är en fjärilsart som beskrevs av Hall 1935. Symbrenthia pseudosinica ingår i släktet Symbrenthia och familjen praktfjärilar. Inga underarter finns listade i Catalogue of Life.